# Owari no Seraph
Owari no Seraph (終わりのセラフ, Owari no Serafu, também conhecido como Seraph of the End: Vampire Reign, lit. "Serafim do Fim: Reinado Vampiro") é uma série de mangá de fantasia sombria escrita por Takaya Kagami e ilustrada por Yamato Yamamoto, com os storyboards por Daisuke Furuya. O mangá é publicado na revista Jump Square da editora Shueisha. Uma adaptação em uma série de anime produzida pelo Wit Studio foi anunciada no dia 28 de agosto de 2014. A primeira parte do anime estreou no Japão em 4 de abril de 2015 e terminou em 20 de junho de 2015. A segunda parte do anime começou em 10 de outubro de 2015 e terminou em 26 de dezembro de 2015.

## Enredo
Um dia, um vírus misterioso apareceu na Terra e matou todos os seres humanos infectados com idade superior a 13 anos. Ao mesmo tempo, vampiros surgiram das trevas do mundo, escravizaram a humanidade e os trataram como gado. Hyakuya Yuuichirou, um jovem rapaz que sobreviveu junto com outros órfãos, sonha grande, sonha em matar vampiros, sonha em matar todos eles. Após escapar do cativeiro  Yuuichirou se tornou membro da Companhia Demônio da Lua, uma unidade do exército japonês dedicada a caçar os vampiros, Yuuichirou dedica sua vida para destruir os vampiros e buscar vingança contra eles por terem assassinado a sua "família".

## Mídias

### Mangá
Owari no Seraph foi publicado pela primeira vez na editora japonesa Shueisha entre 8 de setembro de 2012. No dia 7 de outubro de 2013, a Viz Media anunciou que tinha adquirido os direitos da série e que o mangá seria lançado nos Estados Unidos pela revista Weekly Shōnen Jump.
A vomic também foi produzida e publicada pela Shueisha e seu primeiro episódio foi apresentado por Sakiyomi Jum-Bang! em 1 de fevereiro de 2013.

### Light novels
A prequela Owari no Seraph - Ichinose Guren, 16-sai no Catastrophe (終わりのセラフ 一瀬グレン、16歳の破滅, lit. "Serafim do Fim - A Catástrofe de Guren Ichinose a 16 ann) é focada em Guren Ichinose como o principal protagonista, detalhando os eventos que ocorreram nove anos antes do início do mangá. Escrita por Takaya Kagami e ilustrada por Yamato Yamamoto, a série é composta por cinco volumes, publicados pela editora Kodansha desde janeiro de 2013. Em 15 de fevereiro de 2015, a Vertical anunciou que licenciaria as light novels para a América do Norte em janeiro de 2016.

### Anime
O anime que consiste em um total de 24 episódios dividido em duas temporadas, foi anunciado no dia 28 de agosto de 2014 e estreou no Japão em 4 de abril de 2015. A série foi produzida pelo Wit Studio, dirigida por Daisuke Tokudo e escrita por Hiroshi Seko. Além disso, o autor do manga original, Takaya Kagami, pessoalmente elaborou a história original para os episódios, com material do mangá que não havia sido publicado e supervisionou os roteiros até o episódio final do anime. A série foi ao ar nos canais Tokyo MX, MBS, TV Aichi e BS11. Em 31 de março de 2015, it a Funimation anunciou que licenciaria a série para transmissão em streaming e lançamento em home video na América do Norte. Hulu também transmitirá a série.
A Segunda temporada exibida em Outubro de 2015.
A banda sonora da série foi composta por Hiroyuki Sawano, Takafumi Wada, Asami Tachibana e Megumi Shiraishi.